# Équipe cycliste Gremios por el Deporte-Cutral Có
L'équipe cycliste Gremios por el Deporte-Cutral Có est une équipe cycliste argentine, active avec le statut d'équipe continentale en 2022 et juillet 2023.

## Histoire de l'équipe
Elle est créée en 2022 avec une licence d'équipe continentale.
En juillet 2023, faute de financement, elle abandonne sa licence d'équipe continentale pour devenir un club amateur,.

## Principales victoires
- Vuelta a Formosa Internacional : 2023 (Laureano Rosas)

## Classements UCI
L'équipe participe aux épreuves des circuits continentaux et en particulier de l'UCI Europe Tour. Le tableau ci-dessous présente les classements de l'équipe sur ce circuit, ainsi que son meilleur coureur au classement individuel.
UCI America Tour
| UCI America Tour | UCI America Tour       | UCI America Tour                          | UCI America Tour |
| Année            | Classement par équipes | Meilleur coureur au classement individuel |                  |
| ---------------- | ---------------------- | ----------------------------------------- | ---------------- |
| 2022             | 21e                    | Laureano Rosas (105e)                     |                  |
| 2023             | 17e                    | -                                         |                  |
|                  |                        |                                           |                  |
| Source : UCI     |                        |                                           |                  |

L'équipe est également classée au Classement mondial UCI qui prend en compte toutes les épreuves UCI et concerne toutes les équipes UCI.
| Classement mondial | Classement mondial     | Classement mondial                        | Classement mondial |
| Année              | Classement par équipes | Meilleur coureur au classement individuel |                    |
| ------------------ | ---------------------- | ----------------------------------------- | ------------------ |
| 2022               | 164e                   | Laureano Rosas (950e)                     |                    |
| 2023               | 148e                   | Laureano Rosas (649e)                     |                    |
|                    |                        |                                           |                    |
| Source : UCI       |                        |                                           |                    |

## Electro 3-Gremios por el Deporte en 2022[3]
| Cycliste                   | Date de naissance | Nationalité | Équipe 2021                 |  |
| -------------------------- | ----------------- | ----------- | --------------------------- |  |
| Victor Arroyo              | 24 mars 1988      | Argentine   | Transporte Puertas de Cuyo  |  |
| Juan Ignacio Curuchet      | 4 juillet 1993    | Argentine   | Equipo Continental San Luis |  |
| Pablo Martin de la Barrera | 11 novembre 1982  | Argentine   |                             |  |
| Rodrigo Illanes            | 7 novembre 1994   | Argentine   |                             |  |
| Enzo Lujan                 | 17 juillet 1996   | Argentine   | Electro Hiper Europa        |  |
| Andrés Paez                | 28 septembre 1995 | Argentine   |                             |  |
| Mauricio Paez              | 1er février 1987  | Argentine   |                             |  |
| Matias Javier Perez        | 23 mai 2000       | Argentine   |                             |  |
| Nahuel Roberto             | 16 septembre 2002 | Argentine   |                             |  |
| Laureano Rosas             | 23 août 1990      | Argentine   | Transporte Puertas de Cuyo  |  |
| Juan Salas                 | 5 septembre 1997  | Argentine   | Massi Vivo-Conecta          |  |
| Leonardo Zarate            | 8 octobre 2002    | Argentine   |                             |  |